# Tálín
Tálín (německy Talin) je obec v okrese Písek v Jihočeském kraji. V obci, ke které patří i vesnice Kukle, v nich žije 170 obyvatel. Obec leží na břehu Tálínského rybníka, o kterém pojednává zlidovělá píseň Už se ten Tálinskej rybník nahání.

## Historie
První písemná zmínka o obci pochází z roku 1253.

## Obyvatelstvo
| Rok            | 1869 | 1880 | 1890 | 1900 | 1910 | 1921 | 1930 | 1950 | 1961 | 1970 | 1980 | 1991 | 2001 | 2011 | 2021 |
| -------------- | ---- | ---- | ---- | ---- | ---- | ---- | ---- | ---- | ---- | ---- | ---- | ---- | ---- | ---- | ---- |
| Počet obyvatel | 349  | 342  | 309  | 366  | 319  | 306  | 343  | 264  | 319  | 249  | 202  | 177  | 154  | 167  | 162  |
| Počet domů     | 46   | 48   | 50   | 52   | 52   | 51   | 68   | 72   | 74   | 74   | 63   | 84   | 87   | 88   | 95   |

| Rok            | 1869 | 1880 | 1890 | 1900 | 1910 | 1921 | 1930 | 1950 | 1961 | 1970 | 1980 | 1991 | 2001 |     |     |
| Počet obyvatel | 349  | 342  | 309  | 366  | 319  | 306  | 343  | 264  | 225  | 170  | 151  | 145  | 127  | 147 | 133 |

## Obecní správa
Mezi lety 1850–1881 patřil Tálín jako osada obce k Myšenci v okrese Písek. V letech 1881–1907 patřil jako osada obce k Pasekám. Od roku 1907 je obcí.

### Části obce
Obec Tálín se skládá ze dvou částí, které obě leží v katastrálním území Tálín
- Tálín
- Kukle

V letech 1960–1990 k obci patřily i Nuzov a Paseky a od 1. ledna 1976 do 23. listopadu 1990 také Nová Ves u Protivína, Žďár a Žďárské Chalupy.

### Obecní symboly
Znak a vlajka byly obci uděleny rozhodnutím předsedy Poslanecké sněmovny Parlamentu České republiky dne 5. března 2015.

## Sport
Ve vesnici se pořádá každoročně Tálinský triatlon.

## Pamětihodnosti
- Kaplička svatého Václava stojí na návsi.[11] Kaple je z roku 1903.[12]

## Galerie

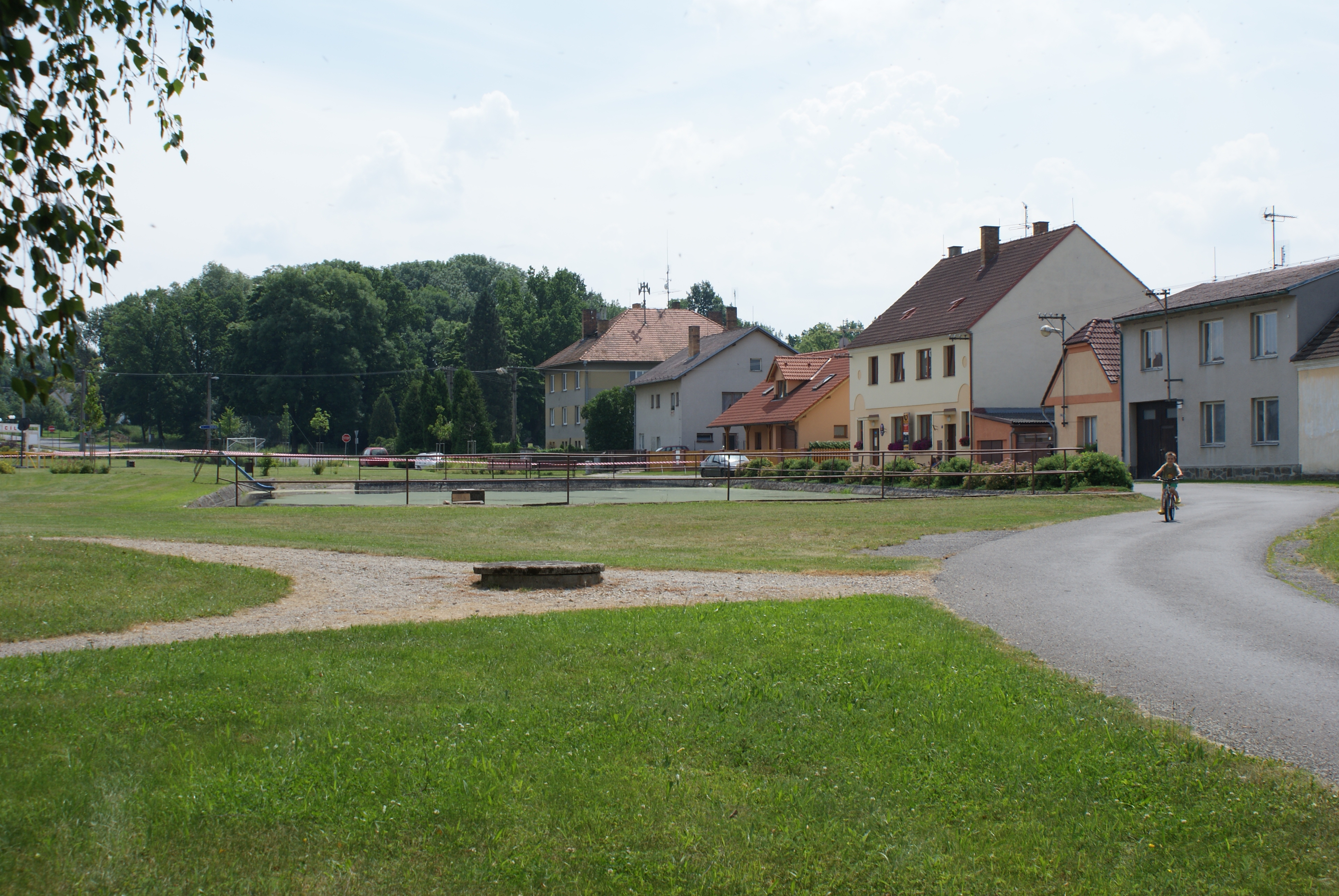
Náves
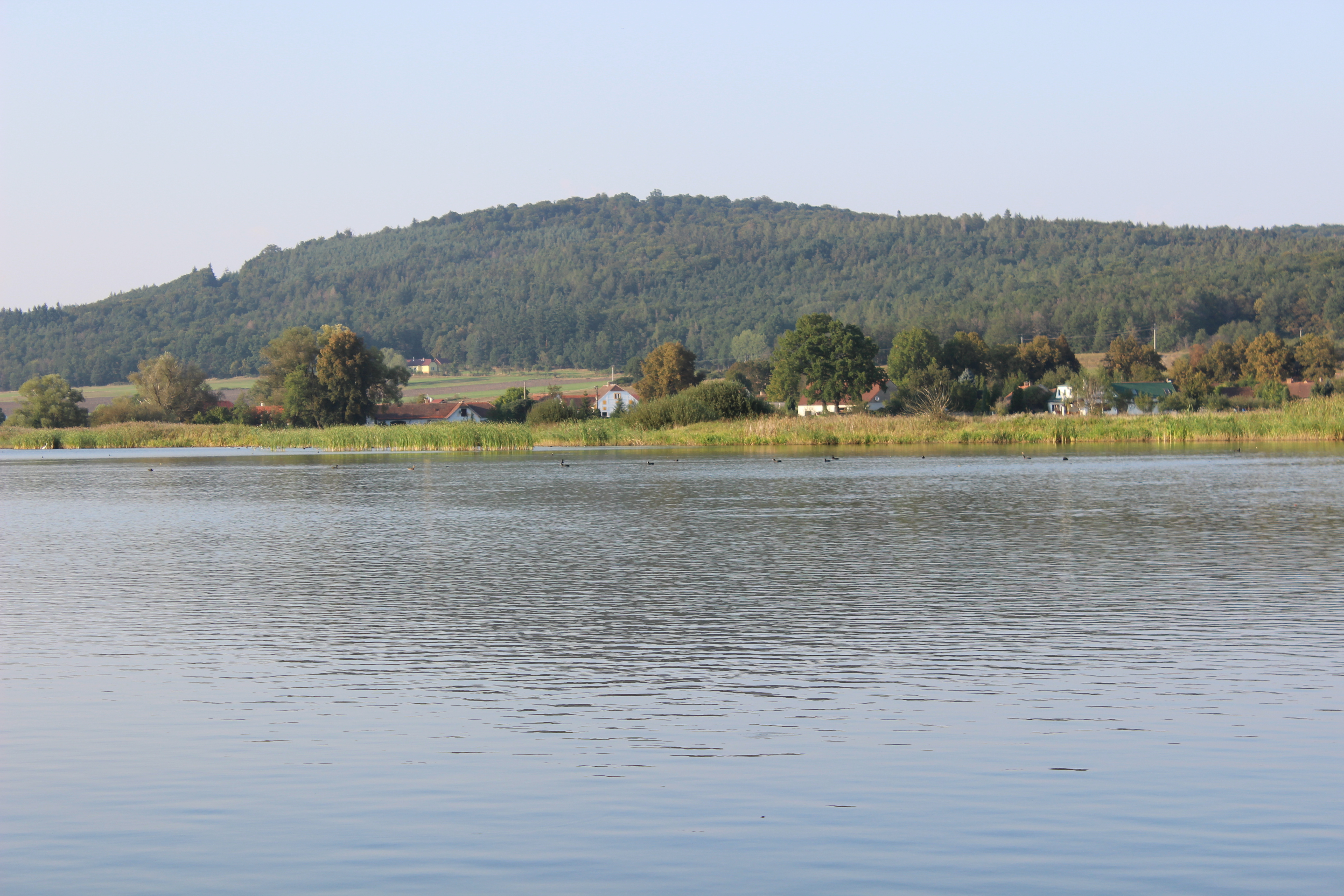
Tálínský rybník
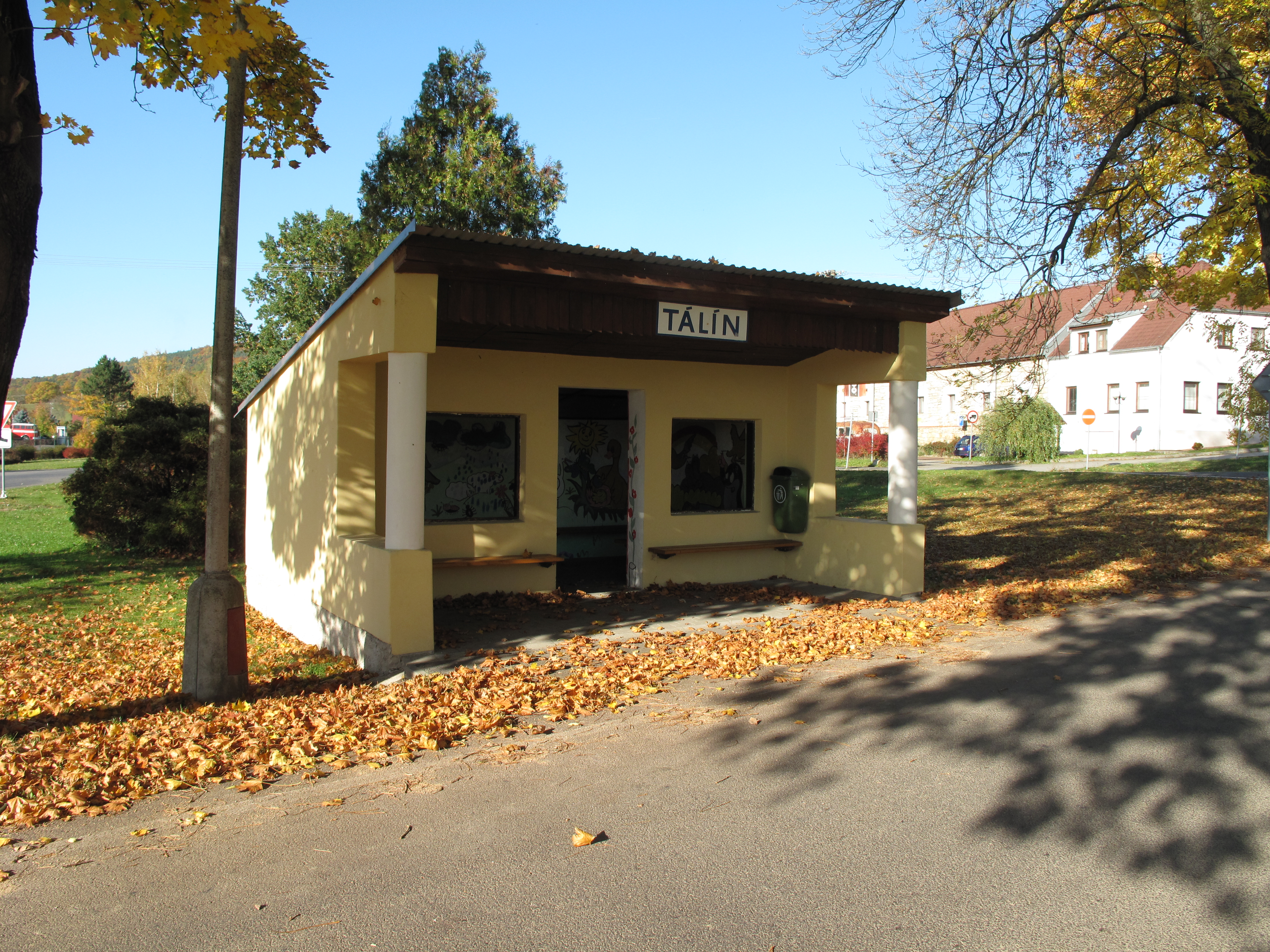
Autobusová zastávka
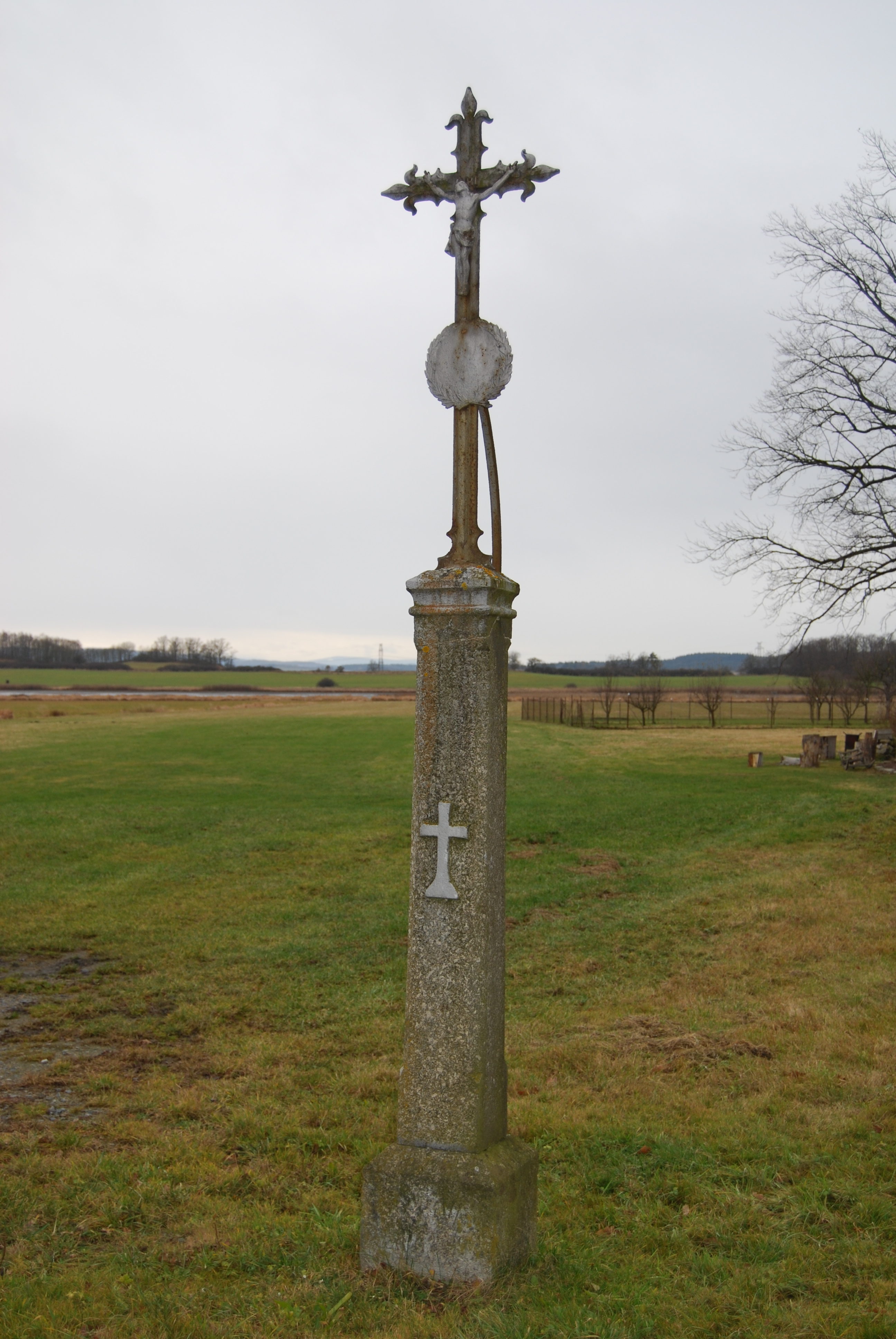
Kříž